# جون مورغان (عالم رياضيات)
جون ويلارد مورغان (بالإنجليزية: John Morgan) (من مواليد 21 مارس 1946) هو عالم رياضيات أمريكي، مع مساهمات في الطبولوجيا والهندسة.